# 長蛇号

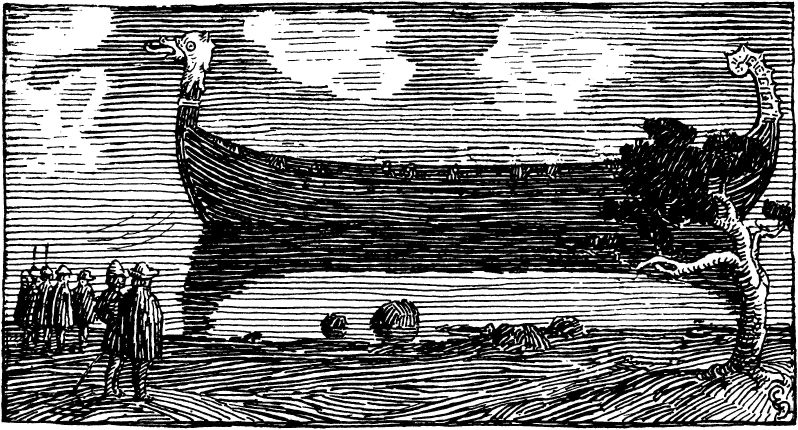
Halfdan Egediusによる長蛇号。

長蛇号（ちょうだごう。古ノルド語: Ormrinn Langi、ノルウェー語: Ormen Lange、英語: Long Serpent）は、ヴァイキングのロングシップの中で最も有名な船である。これはノルウェーの王オーラヴ・トリグヴァソンのために建造された、当時のロングシップとしては最も大きく強力な船であった。

## 解説
990年代にオーラヴ王はノルウェーにキリスト教をもたらすために国中で改宗を進めていた。王がハロガランドの北、サルト谷に王国をもつラウド (Raud Den Rame) を訪ねたとき、キリスト教への改宗を拒むラウドは、メイルストロムを引き起こして王の行く手を阻んだ。しかし渦が弱まると、王はラウドを捕らえ、死か改宗かを迫った。サガは、オーラヴがラウドを改宗させようとしたところ彼がイエスの名を罵ったことから、王は非常に怒り、ラウドの喉に管を挿して蛇を入れ、焼けた鉄で蛇を喉の奥に落とした。蛇は逃げようとしてラウドの胴の側面を食いちぎり、それがラウドの死となった。勝利した後、王は財産とラウドの船を没収し、船には「蛇」という愛称をつけた。王は船をトロンハイムへ持ち帰り、自分の新しい船の設計に利用した。王はそれを「蛇」号より大きな船にし「長蛇」号と名付けた。

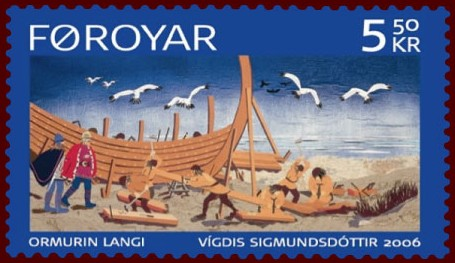
フェロー諸島で2006年に発行された切手に描かれた、長蛇号の建造の様子。

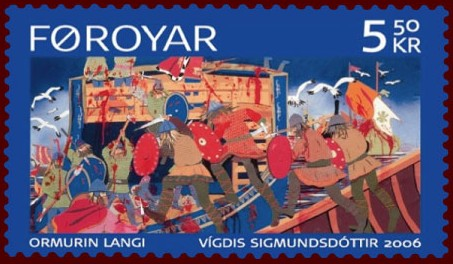
同、長蛇号上での戦闘。

船は、伝えられるところでは34の漕手席を設置していた。すなわち、68人の漕ぎ手（そしてさらなる乗組員）のために34対の櫂を取り付けられていた。考古学的な証拠（たとえばゴクスタ船）から推定すると、長蛇号はほぼ45メートルの長さで造られた。船の側面部はいちじるしく高く、「クナールの側面と同じくらい高かった」。
長蛇号の建造にあたっては次のような伝説が伝わっている。船があまりに大きいため、竜骨に用いるに足る長い材木が見つからなかった。ある日、トロンデラーグのフォルネ（またはフォルニ）と名乗る片眼の老人が現れ、船大工にちょうど良い大きさの材木を与えた。老人が去った後でそのことを知ったオーラヴ王は、老人の正体がオーディンだと悟り、材木の一箇所を切らせた。するとそこから毒蛇が出てきた。王は神父に材木を祝福させてから船に使用させた。そして、おそらくは海のただ中で蛇を飛び出させて船を沈めるつもりだっただろうオーディンへの皮肉を込めて、船に長蛇号（長蛇丸）と名づけたという。
船は、1000年にオーラヴ王が彼の敵の連合軍の攻撃によって死ぬこととなるスヴォルドの海戦で使用されたのが最後であった。
『ヘイムスクリングラ』の「オーラヴ・トリュッグヴァソン王のサガ」によると、スヴォルドの海戦の後、エイリーク・ハーコナルソンが戦利品としてこの船を入手したという。

### 英語版（翻訳元）
※個別に脚注で示した以外の全般の出典である。ただし日本語訳にあたり直接参照していない。
- Björn Landstöm, The Ship: Illustrated History (1961)

### 日本語版
- ヴィルヘルム・グレンベック『北欧神話と伝説』山室静訳、新潮社、1971年、ISBN 978-4-10-502501-4。
- 松村武雄編『北欧の神話伝説（I）』名著普及会〈世界神話伝説大系29〉、1980年改訂版、ISBN 978-4-89551-279-4。
- スノッリ・ストゥルルソン『ヘイムスクリングラ - 北欧王朝史 -（二）』谷口幸男訳、プレスポート・北欧文化通信社、2009年、ISBN 978-4-938409-04-3。